# Шпак-гострохвіст угандійський
Шпак-гострохвіст угандійський (Poeoptera stuhlmanni) — вид горобцеподібних птахів родини шпакових (Sturnidae). Мешкає в Східній Африці.

## Опис
Довжина птаха становить 19 см. Угандійські шпаки-гострохвости мають чорне забарвлення з синім відтінком на голові, шиї і грудях.

## Поширення і екологія
Угандійські шпаки-гострохвости мешкають в ДР Конго, Кенії, Танзанії, Уганді, Руанді, Бурунді, Ефіопії і Південному Судані. Вони живуть в гірських тропічних лісах на висоті від 1210 до 2830 м над рівнем моря.